# Sebedražie
Sebedražie je obec na Slovensku v okrese Prievidza v Trenčínském kraji ležící na severozápadním úpatí pohoří Vtáčnik.
První písemná zmínka o obci je z roku 1477. Dominantou obce je římskokatolický kostel svaté Barbory z roku 1642.